# Eddie Hazel
Edward Earl "Eddie" Hazel, född 10 april 1950, död 23 december 1992, var en amerikansk gitarrist inom den tidiga funkmusiken, mest känd för sitt arbete med Parliament-Funkadelic. Hazel blev 1997, tillsammans med femton andra Parliament-Funkadelic musiker, medlem i Rock and Roll Hall of Fame.
Redan 21 år gammal skrev Hazel funkhistoria när han på Funkadelics tredje skiva Maggot Brain spelade det tio minuter långa gitarrsolot till titellåten med samma namn, ett solo som Rolling Stone magazine rankat som 60e bästa genom tiderna.
Rolling Stones Magazine skriver vidare om låten, "Maggot Brain is perhaps the definitive musical statement by Funkadelic, and the title song, Maggot Brain, contains a ten-minute guitar solo which was Hazel's defining moment and the one piece of music for which he has remained a legend."
Hazel figurerar ofta bland listor på bästa gitarrister; han blev rankad 83:a på en lista sammanställd 2015 av Rolling Stone magazine över de 100 bästa gitarristerna genom tiderna och 88:a på en liknande lista gjord av Uncut Magazine. 
1992 dog Eddie Hazel av inre blödningar och leversvikt efter magproblem relaterade till alkoholism och droger. På Hazels begravning spelades hans mästerverk "Maggot Brain".

## Diskografi
- 1977 – Game, Dames and Guitar Thangs
- 1994 – Jams From the Heart (EP)
- 1994 – Rest in P
- 1994 – At Home (With Family)
- 2014 – A Night for Jimi Hendrix (Live på "Lingerie Club", Hollywood, 1990)
- 2014 – The Basement Rehearsals (feat. Krunchy)